# Фи Близнецов
Фи Близнецов (лат. φ Geminorum), 83 Близнецов (лат. 83 Geminorum) — двойная звезда в созвездии Близнецов на расстоянии приблизительно 222 световых лет (около 68 парсеков) от Солнца. Видимая звёздная величина звезды — +4,95m. Орбитальный период — около 582 суток. Возраст звезды оценивается как около 637 млн лет.

## Характеристики
Первый компонент — белая звезда спектрального класса A3V. Масса — около 1,9 солнечной, светимость — около 36,5 солнечных. Эффективная температура — около 8551 К.